# Abdeslam El Abidi
Pour les articles homonymes, voir Abidi.
Le colonel Abdeslam El Abidi, originaire de Tétouan, né le 12 janvier 1940 et mort au combat le 16 septembre 1988, est un officier marocain, surnommé Alpha Bravo.

## Biographie
En 1981 après la mort au combat du Commandant Ali Bezzaa lors de la Bataille de Gueltat Zemmour, le colonel Abdeslam El Abidi prit la relève du commandement du 3e RIM, une unité créée à Guercif en 1975 sous le commandement du Lieutenant-Colonel Ouchettou. 

## Mort en service
Le 16 septembre 1988, alors considéré comme un héros des forces armées royales, il est capturé par le Front Polisario lors de la bataille d'Oum Dreyga. Il meurt très rapidement de ses blessures,.